# Amphibolia ignorata
Amphibolia ignorata är en tvåvingeart som beskrevs av Paramonov 1950. Amphibolia ignorata ingår i släktet Amphibolia och familjen parasitflugor. Inga underarter finns listade i Catalogue of Life.